# دهه ۱۹۱۰ در جامعه‌شناسی
در دهه ۱۹۱۰ در جامعه‌شناسی (به انگلیسی: 1910s in sociology) رویدادهای زیر رخ داد:

## ۱۹۱۰
- از امیلی گرین بلوخ کتاب همشهریان اسلاوی ما منتشر شد.
- از لوسین لوی-برول کتاب بومیان چگونه فکر می‌کنند منتشر شد.
- از آلبیون وودبری اسمال کتاب معنای علوم اجتماعی منتشر شد.
- فرانکلین هنری گیدینگز رئیس انجمن جامعه‌شناسی آمریکا شد.

### زادگان
- ۵ ژوئیه: رابرت کی. مرتن
- ۱۱ اوت: جورج هومنز

### درگذشتگان
- ۲۶ اوت: ویلیام جیمز

## ۱۹۱۱
- از فرانتس بواس کتاب ذهن انسان اولیه منتشر شد.
- از لئونارد هابهاوس کتاب لیبرالیسم منتشر شد.
- از گئورگ لوکاچ کتاب روح و اشکال آن منتشر شد.
- از روبرت میخلز کتاب احزاب سیاسی: بررسی جامعه‌شناختی گرایش‌های الیگارشی دموکراسی مدرن منتشر شد.
- از ورنر زمبارت کتاب یهودیان و زندگی اقتصادی منتشر شد.
- از ارنست ترلچ کتاب آموزش اجتماعی کلیساهای مسیحی منتشر شد.
- از اچ. جی. ولز کتاب ماکیاولی جدید منتشر شد.
- از سیدنی وب و بئاتریس وب کتاب حوزه سازمان‌های داوطلبانه در پیشگیری از فقر منتشر شد.

## ۱۹۱۲
- از مری کولیج کتاب چرا زنان چنین هستند منتشر شد.
- از امیل دورکیم کتاب صور بنیانی حیات دینی منتشر شد.
- از موریس هالبواچ کتاب طبقه کارگر و استانداردهای زندگی، تحقیق در مورد نیازها در سلسله مراتب شرکت‌های صنعتی معاصر منتشر شد.
- از ماکس شلر کتاب رنجش منتشر شد.
- از یوزف شومپیتر کتاب نظریه توسعه اقتصادی منتشر شد.
- از ارنست ترلچ کتاب پروتستانیسم و پیشرفت منتشر شد.
- از ادوارد وسترمارک کتاب توسعه اولیه ایده‌های اخلاقی منتشر شد.

## ۱۹۱۳
- از زیگموند فروید کتاب توتم و تابو منتشر شد.
- از فردریک هریسون کتاب تکامل مثبت دین منتشر شد.
- از لئونارد هابهاوس کتاب توسعه و هدف: مقدمه‌ای به سوی فلسفه تکامل منتشر شد.
- از رزا لوکزامبورگ کتاب انباشت سرمایه منتشر شد.
- از ماکس شلر کتاب ماهیت همدردی منتشر شد.
- از جسی تفت کتاب جنبش زنان از دیدگاه آگاهی اجتماعی منتشر شد.

## ۱۹۱۴
- از ویکتور برانفورد کتاب تفسیرها و پیش‌بینی‌ها: بررسی بقا و گرایش در جامعه معاصر منتشر شد.
- از امیل دورکیم کتاب پراگماتیسم و مسئله حقیقت منتشر شد.
- از فردریک هریسون کتاب معنای جنگ برای کارگر منتشر شد.
- از فردیناند تونیس کتاب نظم در جابجایی جمعیت منتشر شد.
- از تورستن وبلن کتاب غریزه کار و وضعیت هنرهای صنعتی منتشر شد.
- ادوارد ای. راس رئیس انجمن جامعه‌شناسی آمریکا شد.
- فیلسوف ترک، ضیا گوکالپ اولین گروه جامعه‌شناسی را در ترکیه عثمانی در دانشگاه استانبول تأسیس کرد و جامعه‌شناسی ترکیه تأسیس شد.

### زادگان
- ۲۲ مه: ونس پکارد

## ۱۹۱۵
- از جیمز برایس کتاب احساس نژادی به عنوان یک عامل در تاریخ منتشر شد.
- از شارلوت پرکینز گیلمن کتاب هرلند منتشر شد.
- از آلفرد کروبر کتاب هجده حرفه منتشر شد.

## ۱۹۱۶
- از ولادیمیر ایلیچ اولیانوف لنین کتاب امپریالیسم بالاترین مرحله سرمایه‌داری منتشر شد.
- از ویلفردو پارتو کتاب ذهن و جامعه (معاهده جامعه‌شناسی عمومی) منتشر شد.
- از فردیناند دو سوسور کتاب دروسی در زبان‌شناسی عمومی منتشر شد.
- از ماکس وبر کتاب مذهب چین: کنفوسیوس و تائوئیسم منتشر شد.
- جورج ای. وینسنت رئیس انجمن جامعه‌شناسی آمریکا شد.

### زادگان
- ۲۸ اوت: سی. رایت میلز

## ۱۹۱۷
- از آلفرد کروبر کتاب سوپرارگانیک منتشر شد.
- از ولادیمیر ایلیچ اولیانوف لنین کتاب دولت و انقلاب منتشر شد.
- از فردیناند تونیس کتاب ایالت آلمان و دولت انگلیسی منتشر شد.
- از ماکس وبر کتاب مذهب هند: جامعه‌شناسی هندوئیسم و بودیسم منتشر شد.

### درگذشتگان
- ۱۵ نوامبر امیل دورکیم

## ۱۹۱۸
- از چارلز هورتون کولی کتاب انجمن اجتماعی منتشر شد.
- از فردریک هریسون کتاب درباره جامعه منتشر شد.
- از کارل کائوتسکی کتاب دیکتاتوری پرولتاریا منتشر شد.
- از بنجامین سیبوهم راونتری کتاب نیازهای انسانی کار منتشر شد.
- از ویلیام ایزاک توماس و فلوریان زنانیتسکی کتاب دهقان لهستانی در اروپا و آمریکا منتشر شد.
- از ماکس وبر کتاب علم به عنوان یک زیست‌پیشه منتشر شد.

### زادگان
- ۱۶ اکتبر: لوئی آلتوسر

## ۱۹۱۹
- از پاتریک گدس کتاب ارث اجتماعی ما منتشر شد.
- از فردریک هریسون کتاب درباره فقه و تعارض قوانین منتشر شد.
- از یوهان هویزینگا کتاب تحویل قرون وسطی منتشر شد.
- از پیتیریم سوروکین کتاب نظام جامعه‌شناسی منتشر شد.
- از بئاتریس وب و سیدنی وب کتاب تاریخ اتحادیه کارگری منتشر شد.
- از ماکس وبر کتاب سیاست به مثابه حرفه منتشر شد.
- از ماکس وبر کتاب یهودیت باستان منتشر شد.
- از فلوریان زنانیتسکی کتاب واقعیت فرهنگی منتشر شد.
- فرانک دبلیو بلکمار رئیس انجمن جامعه‌شناسی آمریکا است.

### زادگان
- ۱۰ می: دانیل بل
- ۱۱ ژوئیه: آنتونینا کلوسکوفسکا

### درگذشتگان
- ۱۵ ژانویه: رزا لوکزامبورگ